# Betty Harvie Anderson
Margaret Betty Harvie Anderson (12 août 1913 - 7 novembre 1979) est une femme politique du Parti conservateur britannique.

## Jeunesse
Harvie Anderson est né à Glasgow le 12 août 1913 de Thomas Alexander Harvie Anderson et de sa femme Nessie Harvie Anderson (née Shearer). Elle fait ses études à la St Leonards School, une école indépendante de St Andrews.

### Service militaire
En 1938, elle rejoint le Service Territorial Auxiliaire (ATS). Elle est officier dans l'ATS en tant que commandant de compagnie (équivalent en grade de capitaine) le 21 décembre 1938. Lorsque l'ATS est réorganisée et obtient le statut militaire complet en 1941, elle est nommée deuxième subalterne (équivalent en grade à un sous-lieutenant) le 30 mai. Elle participe au service actif sur le front intérieur pendant la Seconde Guerre mondiale, avec une affectation à la rivière Forth pendant les raids aériens allemands. De 1942 à 1943, elle est commandant en chef (équivalent en grade de major) d'un régiment antiaérien lourd mixte. Elle est finalement nommée commandant en chef (équivalent en grade de lieutenant-colonel) d'une brigade anti-aérienne mixte. Elle occupe le poste jusqu'à ce qu'elle quitte l'ATS en 1946.

## Carrière politique
En novembre 1945, Harvie Anderson est élue au conseil du comté de Stirlingshire. En 1953, elle devient chef du groupe conservateur.
Harvie Anderson se présente pour West Stirlingshire en 1950 et 1951 et à Sowerby en 1955. Elle est nommée Officier de l'Ordre de l'Empire britannique (OBE) en 1956.
Elle est députée de Renfrewshire East de 1959 à 1979. Bien que Betty Boothroyd ait été la première femme présidente de la Chambre des communes, Harvie Anderson est la première femme à siéger en tant que vice-présidente (vice-présidente des voies et moyens) de 1970 à 1973. Dans les années 1970, Harvie Anderson contribue à transformer la politique du Parti conservateur contre la dévolution écossaise qu'elle considère comme une menace pour l'avenir du Royaume-Uni. Elle prend sa retraite en tant que députée en 1979.
Harvie Anderson reçoit une pairie à vie lors des anniversaires de 1979. Elle prend le titre inhabituel de baronne Skrimshire de Quarter, de Dunipace dans le district de Falkirk, composé du nom de famille de son mari et du domaine qu'elle possède en Écosse.
Le 7 novembre 1979, moins d'une semaine après son introduction à la Chambre des lords, elle est décédée subitement des suites d'une crise d'asthme.

## Vie privée
Le 5 mai 1960, Harvie Anderson épouse John Francis Penrose Skrimshire, médecin et cardiologue. Ils n'ont pas d'enfants.